# Луїджі Нобіле
Луїджі Нобіле (італ. Luigi Nobile, 24 лютого 1921, Турсі — 18 лютого 2009, Сен-Венсан) — італійський футболіст, що грав на позиції захисника. Виступав за «Рому», з якою став чемпіоном Італії.

## Біографія
Вихованець «Роми». Він дебютував у Серії А в Неаполі 22 грудня 1940 року в матчі проти «Наполі» — «Рома» (1:2) і зіграв загалом 3 матчі Серії А на позиції лівого захисника. Наступного сезону, незважаючи на те, що він зіграв лише один матч, вдома проти «Торіно» (0:0) 28 грудня 1941 року, він увійшов в аннали італійського футболу завдяки виграшу першого для клубу скудетто сезону 1941/42 років.
Призупинення футбольних чемпіонатів через воєнні події змусило його відійти від футбольної діяльності, водночас він присвятив себе навчанню в університеті, закінчивши його за спеціальністю медицина та хірургія. Протягом 1943 року, призначений повноваженнями внутрішньої санітарної служби, він брав активну участь у порятунку багатьох людських життів під час бомбардування Риму.
Помер 18 лютого 2009 року на 88-му році життя у місті Сен-Венсан.

## Титули і досягнення
- Чемпіон Італії (1):

«Рома»: 1941/42